# Distrito Sur (Sevilla)
Sur es uno de los once distritos (concretamente es el quinto) en que está dividida a efectos administrativos la ciudad de Sevilla, capital de la comunidad autónoma de Andalucía, en España. Está situado en el centro-sur del municipio. Limita al este con los municipios de Dos Hermanas y Alcalá de Guadaíra; al norte limita con los distritos Cerro-Amate y Nervión; al noroeste con el Distrito Casco Antiguo; al oeste con el Distrito Los Remedios; y al sur con el Distrito Bellavista-La Palmera.

## Barrios
- El Prado-Parque de María Luisa
- Huerta de la Salud
- El Porvenir
- Giralda Sur
- El Plantinar
- Felipe II-Los Diez Mandamientos
- Tabladilla-La Estrella
- Bami
- Tiro de Línea-Santa Genoveva
- El Juncal-Híspalis
- Polígono Sur (Sevilla): Barrios de Paz y Amistad, Las Letanias, Barriada Murillo, Barriada La Oliva, Antonio Machado, Martínez Montañés.